# 우에무라 유야
우에무라 유야(上村優也, 1994년 11월 18일 ~ )는 일본의 프로레슬링 선수이다. 현재 신일본 프로레슬링 소속이다.

## 성장 과정
2013년 3월, 유야는 에히메 현립 이마바리 공업고등학교를 졸업했다. 프로레슬링 경력을 시작하기 전에 대학 레슬링을 하였다. 2016년 10월, 유야는 서일본 학생 레슬링 선수권 대회의 71kg 그레코로만 챔피언십에서 우승했다. 2017년 3월, 후쿠오카 대학교 스포츠 과학부를 졸업하였다.

## 경력
2017년 4월 10일, 신일본 프로레슬링 소속으로 들어갔다. 1년의 연습생 기간을 거쳐 2018년 4월 10일, 신주쿠 FACE에서 개최 된 LION'S GATE PROJECT 11 무대에서 나리타 렌을 상대로 데뷔하였으나, 패배하였다.